# Spongilla crateriformis
Spongilla crateriformis är en svampdjursart. Spongilla crateriformis ingår i släktet Spongilla och familjen Spongillidae. Inga underarter finns listade i Catalogue of Life.